# St. Clair Group Trophy
St. Clair Group Trophy je hokejová trofej udělovaná každoročně nejlepšímu marketingovému řediteli v juniorské lize Western Hockey League.

## Držitelé St. Clair Group Trophy
| Sezóna  | Jméno                         | Tým                   |
| ------- | ----------------------------- | --------------------- |
| 2013–14 |                               |                       |
| 2012–13 | Dave Chyzowski                | Kamloops Blazers      |
| 2011–12 | Corey Nyhagen                 | Moose Jaw Warriors    |
| 2010-11 | Mike Moore                    | Calgary Hitmen        |
| 2009-10 | Zoran Rajcic                  | Everett Silvertips    |
| 2008-09 | Mike Bortolussi               | Medicine Hat Tigers   |
| 2007–08 | Kip Reghenas                  | Calgary Hitmen        |
| 2006–07 | Bruce Vance                   | Prince Albert Raiders |
| 2005–06 | Dave Andjelic                 | Medicine Hat Tigers   |
| 2004–05 | Roger Lemire                  | Vancouver Giants      |
| 2003–04 | Mark Stiles                   | Calgary Hitmen        |
| 2002–03 | Ann-Marie Hamilton (společně) | Kelowna Rockets       |
|         | Reid Pederson (společně)      | Regina Pats           |
| 2001–02 | Greg McConkey                 | Red Deer Rebels       |
| 2000–01 | Mark Miles                    | Spokane Chiefs        |
| 1999–00 | Mike Jenkins                  | Prince Albert Raiders |
| 1998–99 | Scott Clark                   | Regina Pats           |
| 1997–98 | Dane MacKinnon                | Prince George Cougars |
| 1996–97 | Pat Garrity                   | Red Deer Rebels       |
| 1995–96 | Dave Pier                     | Spokane Chiefs        |
| 1994–95 | Herm Hordal                   | Saskatoon Blades      |
| 1993–94 | Mark Miller                   | Portland Winter Hawks |
| 1992–93 | Rick Dillabough               | Brandon Wheat Kings   |
| 1991–92 | Mark Dennis                   | Tacoma Rockets        |
| 1990–91 | Bill Lee                      | Seattle Thunderbirds  |
| 1989–90 | Jeff Chynoweth                | Lethbridge Hurricanes |